# گورستان ویلنی
گورستان ویلنی مربوط به هزاره ۱ (پیش از میلاد) است و در شهرستان رودسر، بخش رحیم‌آباد، روستای ویلنی واقع شده و این اثر در تاریخ ۳۰ تیر ۱۳۸۴ با شمارهٔ ثبت ۱۲۲۱۹ به‌عنوان یکی از آثار ملی ایران به ثبت رسیده‌است.